# Maurice McLoughlin
Maurice Evans McLoughlin, „Kometa z Kalifornii” (ur. 7 stycznia 1890 w Carson City, zm. 10 grudnia 1957 w Hermosa Beach) – amerykański tenisista, zwycięzca mistrzostw USA w grze pojedynczej i podwójnej, zdobywca Pucharu Davisa.

## Kariera tenisowa
McLoughlin uczył się gry w tenisa na publicznych kortach w północnej Kalifornii. Wypracował ofensywny styl gry. Był pierwszym zawodnikiem, którego serwis określono mianem „armatniego”. Wykorzystując ofensywne podanie i ostry return skutecznie grał przy siatce wolejem i smeczem.
W latach 1911–1915 nieprzerwanie występował w finałach mistrzostw USA (obecnie US Open) w grze pojedynczej. Tytuły mistrzowskie zdobył w 1912 i 1913 roku. W 1912 roku pokonał w decydującym meczu Wallace’a F. Johnsona, a rok później Richarda N. Williamsa. W 1913 roku Amerykanin doszedł do finału na Wimbledonie.
W latach 1912–1914 McLoughlin zdobył tytuły mistrzostw USA w deblu, partnerując Tomowi Bundy’emu. Również trzykrotnie, jednak z różnymi partnerami, osiągał finał w tej konkurencji.
McLoghlin debiutował w reprezentacji w Pucharze Davisa w 1909 roku. W finale z ekipą Australazji uległ Anthony’emu Wildingowi, jak i Normanowi Brookesowi, nie zdobył także punktu w deblu partnerując Melvillowi Longowi. Wystąpił także w przegranym finale w 1911 roku (przegrał z Brookesem). W 1913 roku przyczynił się do zdobycia przez Amerykanów trofeum po finale z ekipą brytyjską. W singlu pokonał Charlesa Dixona i uległ Jamesowi Parke’owi, w deblu w parze z Haroldem Hackettem pokonał Charlesa Dixona i Herberta Ropera Barretta. Rok później McLoughlin pokonał w finale pomiędzy USA a Australazją zarówno Wildinga, jak i Brookesa, nie wystarczyło to jednak do sukcesu reprezentacji.
W nieoficjalnym rankingu światowym, publikowanym przez The Daily Telegraph, w 1914 roku był liderem klasyfikacji. Był również liderem rankingu amerykańskiego w latach 1912–1914. Jego karierę przerwała I wojna światowa, w czasie której służył w armii. Próbował jeszcze sił jako golfista.
Na kilka miesięcy przed śmiercią, w 1957 roku został uhonorowany miejscem w Międzynarodowej Tenisowej Galerii Sławy.
McLoughlin przyczynił się znacznie do popularyzacji tenisa w USA, a „Tennis Guide” w 1915 roku określił go jako „najwybitniejszego tenisistę amerykańskiego w historii”.

### Finały w turniejach wielkoszlemowych

#### Gra pojedyncza (2–4)
| Końcowy wynik | Nr | Data | Turniej                                | Nawierzchnia | Przeciwnik          | Wynik finału            |
| ------------- | -- | ---- | -------------------------------------- | ------------ | ------------------- | ----------------------- |
| Finalista     | 1. | 1911 | U.S. National Championships, Newport   | Trawiasta    | William Larned      | 4:6, 4:6, 2:6           |
| Zwycięzca     | 1. | 1912 | U.S. National Championships, Newport   | Trawiasta    | Wallace F. Johnson  | 3:6, 2:6, 6:2, 6:4, 6:2 |
| Finalista     | 2. | 1913 | Wimbledon, Londyn                      | Trawiasta    | Anthony Wilding     | 6:8, 3:6, 8:10          |
| Zwycięzca     | 2. | 1913 | U.S. National Championships, Newport   | Trawiasta    | Richard N. Williams | 6:4, 5:7, 6:3, 6:1      |
| Finalista     | 3. | 1914 | U.S. National Championships, Newport   | Trawiasta    | Richard N. Williams | 3:6, 6:8, 8:10          |
| Finalista     | 4. | 1915 | U.S. National Championships, Nowy Jork | Trawiasta    | Bill Johnston       | 6:1, 0:6, 5:7, 8:10     |

#### Gra podwójna (3–3)
| Końcowy wynik | Nr | Data | Turniej                                | Nawierzchnia | Partner      | Przeciwnicy                     | Wynik finału            |
| ------------- | -- | ---- | -------------------------------------- | ------------ | ------------ | ------------------------------- | ----------------------- |
| Finalista     | 1. | 1909 | U.S. National Championships, Newport   | Trawiasta    | George Janes | Fred Alexander Harold Hackett   | 4:6, 4:6, 0:6           |
| Zwycięzca     | 1. | 1912 | U.S. National Championships, Newport   | Trawiasta    | Tom Bundy    | Raymond Little Gustave Touchard | 3:6, 6:2, 6:1, 7:5      |
| Zwycięzca     | 2. | 1913 | U.S. National Championships, Newport   | Trawiasta    | Tom Bundy    | Clarence Griffin John Strachan  | 6:4, 7:5, 6:1           |
| Zwycięzca     | 3. | 1914 | U.S. National Championships, Newport   | Trawiasta    | Tom Bundy    | George Church Dean Mathey       | 6:4, 6:2, 6:4           |
| Finalista     | 2. | 1915 | U.S. National Championships, Nowy Jork | Trawiasta    | Tom Bundy    | Clarence Griffin Bill Johnston  | 6:2, 3:6, 4:6, 6:3, 3:6 |
| Finalista     | 3. | 1916 | U.S. National Championships, Nowy Jork | Trawiasta    | Ward Dawson  | Clarence Griffin Bill Johnston  | 4:6, 3:6, 7:5, 3:6      |